# Euclysia angustitincta
Euclysia angustitincta là một loài bướm đêm trong họ Geometridae.